# Groupe de NGC 7424

Le groupe de NGC 7424 comprend au moins quatre galaxies situées dans la constellation de la Grue. La distance moyenne entre ce groupe et la Voie lactée est d'environ 11,5 Mpc (∼37,5 millions d'al). Le groupe de NGC 7424 l'un des groupes rapprochés du Groupe local

## Membres
Le tableau ci-dessous liste les quatre galaxies qui sont indiquées sur le site «Un Atlas de l'Univers» créé par Richard Powell.  
| Nom       | Classification | Type                        | α (J2000.0)      | δ (J2000.0)      | Vitesse radiale (km/s) | Magnitude apparente | Distance (Mpc) | Dimension (kal) |
| --------- | -------------- | --------------------------- | ---------------- | ---------------- | ---------------------- | ------------------- | -------------- | --------------- |
| NGC 7412A | SBdm?          | Spirale barrée magellanique | 22h 57m 09.1861s | -42° 48′ 17.714″ | 930 ± 3                | 12,7                | 10,2 ± 0,8     | 51              |
| NGC 7424  | SAB(rs)cd      | Spirale intermédiaire       | 22h 57m 18.37s   | -42° 48′ 17.714″ | 929 ± 2                | 10,5                | 10,1 ± 0,8     | 141             |
| NGC 7456  | SA(s)cd        | Spirale                     | 23h 02m 10.42s   | -39° 34′ 09.8″   | 1199 ± 2               | 11,8                | 13,9 ± 1,0     | 117             |
| NGC 7462  | SB(s)bc        | Spirale barrée              | 23h 02m 46.49s   | -40° 50′ 06.9″   | 1064 ± 4               | 11,4                | 12,0 ± 0,9     | 87              |
| NGC 7462  | SB(s)bc        | Spirale barrée              | 23h 02m 46.49s   | -40° 50′ 06.9″   | 1064 ± 4               | 11,4                | 12,0 ± 0,9     | 87              |

Le site DeepskyLog permet de trouver aisément les constellations des galaxies mentionnées dans ce tableau ou si elles ne s'y trouvent pas, l'outil du site constellation permet de le faire à l'aide des coordonnées de la galaxie. Sauf indication contraire, les données proviennent du site NASA/IPAC.